# كونان (كاغاوا)
كونان (باليابانية:香南町؛ تلفظ: كونان-تشو) بلدة تقع في مقاطعة كاغاوا، ضمن محافظة كاغاوا في اليابان.
مساحتها (14.72 كلم2) وعدد سكانها عام 2003، بلغ (7,938 نسمة) بكثافة سكانية تصل إلى (539.24 شخص/كلم2).
في 10 يناير 2006، تم دمج بلدة كونان وبلدتي آجي وموري (من مقاطعة كيتا)، وبلدة كاغاوا (من مقاطعة كاغاوا) وبلدة كوكوبونجي (من مقاطعة اياوتا) مع مدينة تاكاماتسو لتوسيعها ولم تعد هذه البلدات بشكل كيانات مستقلة.

## اقرأ ايضاً
- مدن اليابان
- مدن اليابان الخاصة
- مقاطعات اليابان
- معبد محلي (اليابان)

## روابط خارجية
- الموقع الرسمي لمدينة تاكاماتسو (باللغة اليابانية).